# Capella Tower
Capella Tower
O Capella Tower (conhecido também como 225 South Sixth) é um arranha-céu de 56 andares e 236 m (775 ft) de altura, localizado em Minneapolis, Minnesota.
O edifício foi projetado por Pei, Cobb, Freed & Partners, está localizado em um local em forma de L com a torre de 56 andares conectada ao prédio do parque de 20 andares por um jardim de inverno de canto. O edifício combina cubos de seis andares e várias torres redondas que ecoam os diferentes estilos de edifícios no centro de Minneapolis. O semicírculo iluminado localizado no topo da torre não é apenas decorativo, mas também abriga uma antena de fazenda e uma rede de comunicações. Este recurso deu ao edifício o apelido de "Halo Building".

## História
O edifício foi concluído em 1992, conhecido como First Bank Place, sede da First Bank System. Em 1997, o First Bank System adquiriu a US Bancorp e mudou o nome do edifício para US Bancorp Place. A sede da US Bancorp foi movida para a US Bancorp Center em 2000, após a troca da sede a torre foi renomeada para 225 South 6th Street. Desde março de 2009 a torre é conhecida como Capella Tower.

## Capella Education Co.
Em março de 2008, a Capella Education Co., ocupante de longa data do prédio e dono da Universidade Capella, com fins lucrativos, assinou um contrato de arrendamento que mudou o nome do edifício para Capella Tower. Em 2015, as imagens quadradas da Capella foi expandida de 18,900 m² para 37.000 m², o que a tornou o maior inquilina do prédio. A expansão abriu emprego para todos os 1.150 funcionários da baixa renda de Minneapolis.